# Xenute
Xenute el Gran o Xenute l'Arximandrita fou un important monjo egipci dels segles IV i V. És considerat sant per les esglésies ortodoxes orientals, especialment per l'Església Ortodoxa Copta, que el considera pare de la seva Església. Va néixer vers la meitat del segle IV i els autors antics coincideixen en dir que va morir amb 118 anys vers el 451/466. Es va fer monjo vers el 370 per mediació del seu oncle Pigol, que havia fundat l'anomenat Monestir Blanc d'Athribis, i a la mort del seu oncle va esdevenir l'abat del monestir. La seva vida ha estat relatada en diverses biografies. Fou un destacat escriptor en llengua copta. Va regular la vida monàstica i al Monestir Blanc i els seus monestirs subsidiaris van arribar a viure-hi vora dos mil monjos, que vivien dos en cada cel·la.

## Edicions de la seva obra
- Kosack, Wolfgang. Schenute von Atripe "De judicio finale". Papyruskodex 63000.IV im Museo Egizio di Torino. Einleitung, Textbearbeitung und Übersetzung herausgegeben von Wolfgang Kosack.  Berlín: Christoph Brunner, 2013. ISBN 978-3-9524018-5-9.
- Kosack, Wolfgang. Shenoute of Atripe "De vita christiana": M 604 Pierpont-Morgan-Library New York/Ms. OR 12689 British-Library/London and Ms. Clarendon Press b. 4, Frg. Bodleian-Library/Oxford. Introduction, edition of the text and translation into German by Wolfgang Kosack.  Basilea: Christoph Brunner, 2013. ISBN 978-3-906206-00-4.